# La Fille du Far West
Pour les articles homonymes, voir The Girl of the Golden West.
Pour plus de détails, voir Fiche technique et Distribution.
La Fille du Far West (The Girl of the Golden West) est un western réalisé par Cecil B. DeMille sorti en 1915, mettant en scène Mabel Van Buren.
Le film est inspiré du drame The Girl of the Golden West de David Belasco (1853-1931), dont Giacomo Puccini avait déjà fait un opéra en 1910 sous le nom La fanciulla del West.

## Synopsis
Dans un camp de mineurs, le shérif Jack Rance voudrait bien épouser la "fille", une orpheline héritière du saloon local. Mais celle-ci rencontre le bandit Ramerrez, sous une fausse identité. Les circonstances conduisent celui-ci au camp, où leur amour se développe. Ramerrez devient un enjeu entre la fille, qui le protège, et Jack Rance, qui souhaite le pendre.

## Fiche technique
- Titre : La Fille du Far West
- Titre original : The Girl of the Golden West
- Réalisation : Cecil B. DeMille
- Scénario : David Belasco et Cecil B. DeMille
- Photographie : Alvin Wyckoff
- Montage : Cecil B. DeMille et W. Donn Hayes
- Production : Cecil B. DeMille
- Société de production : Jesse L. Lasky Feature Play Company
- Société de distribution : Paramount Pictures Corporation
- Pays d'origine :  États-Unis
- Format : noir et blanc - muet - 1.33:1
- Genre : western
- Durée : 50 minutes
- Date de sortie : 
  - États-Unis : 4 janvier 1915

## Distribution
- Mabel Van Buren : la fille
- Theodore Roberts : Jack Rance, le shérif
- House Peters : Ramerrez
- Anita King : Wowkle
- Sydney Deane : Sidney Duck
- William Elmer : Ashby
- Jeanie Macpherson : Nina
- Raymond Hatton : Castro
- Richard L'Estrange : Senor Slim
- Tex Driscoll : Nick, le barman
- Artie Ortego : Antonio
- John Oretgo : le conducteur de la diligence
- James Griswold : un garde
- Edwin Harley : le vieux ménestrel